# Kiro Race Co
Kiro Race Co, nominata CUPRA Kiro per motivi di sponsorizzazione, è una scuderia automobilistica statunitense che gareggerà nel Campionato mondiale di Formula E a partire dalla stagione 2024-2025.

## Storia
Il 15 ottobre 2024 viene annunciato l'acquisto da parte della Forest Road Company, società d'investimento con sede negli Stati Uniti, del team ERT di proprietà della Lisheng Sports. Per la stagione di debutto il team, che con il cambio di proprietà decide di passare da costruttore a cliente, trova un accordo con Porsche per la fornitura del powertrain. Il team scenderà in pista con due Porsche 99X Electric in versione WCG3, una specifica utilizzata nei campionati 2022-23 e 2023-24 ma aggiornata ai nuovi regolamenti Gen3 EVO.
Il 5 novembre 2024 il team conferma la presenza di Dan Ticktum e David Beckmann ai test pre-stagionali di Jarama, mentre il 29 ottobre aveva confermato l'impiego di Simona de Silvestro per il primo test al femminile della Formula E. Dan Ticktum e David Beckmann vengono confermati per la stagione 2024 - 2025 il 2 dicembre 2024. L'inglese ottiene il primo podio del team a Gara 2 dell'E-Prix di Tokyo, successivamente la prima vittoria all'E-Prix di Giacarta.

## Risultati
| Anno    | Vettura                         | Gomme | No. | Piloti         | 1   | 2   | 3   | 4   | 5   | 6   | 7   | 8   | 9   | 10  | 11  | 12  | 13  | 14  | 15  | 16  | Punti | T.C. |
| ------- | ------------------------------- | ----- | --- | -------------- | --- | --- | --- | --- | --- | --- | --- | --- | --- | --- | --- | --- | --- | --- | --- | --- | ----- | ---- |
| 2024-25 | Spark-Porsche 99X Electric WCG3 | H     |     |                | SAP | MEX | GED | GED | MIA | MON | MON | TOK | TOK | SHA | SHA | GIA | BER | BER | LON | LON | 9º    | 80   |
| 2024-25 | Spark-Porsche 99X Electric WCG3 | H     | 3   | David Beckmann | NC  | Rit | 14  | 17  | Rit | 17  | 19  | 18  | 13  | 14  | 20  | 15  |     |     |     |     | 9º    | 80   |
| 2024-25 | Spark-Porsche 99X Electric WCG3 | H     | 33  | Dan Ticktum    | 8   | 16  | 18  | 9   | 6   | 7   | 15  | 5   | 3   | 4   | 16  | 1   |     |     |     |     | 9º    | 80   |

| Legenda | 1º posto                | 2º posto        | 3º posto            | A punti      | Senza punti | Grassetto=Pole position Corsivo=Giro più veloce |
| Legenda | Solo prove/Terzo pilota | Non qualificato | Ritirato/Non class. | Squalificato | Non partito | Grassetto=Pole position Corsivo=Giro più veloce |